# Thiruvanaikaval
Jambukeswaram és un dels títols de Xiva, i el nom d'un important temple a l'illa-ciutat de Srirangam a 2 km a l'est, a Trichinopoli, a l'estat de Tamil Nadu. També s'esmenta com Thiruvanaikaval o Thiruvanaikal.
Fou construït per Kocengannan (Kochenga Chola), un dels primers Chola, vers el 200 i està construït prop del temple de Ranganathaswamy també a Srirangam. És un dels cinc temples més grans dedicats a Xiva al Tamil Nadu, representant cadascun un element (en aquest cas el Jambukeswaran representa l'aigua (tàmil = neer); els altres quatre són Chidambaram (espai), Kalahasti (vent), Tiruvannamalai (foc) i Kanchipuram (terra).
És de tres plantes i d'arquitectura molt ben elaborada. La principal deïtat és Jambukeswara (una de les formes de Xiva), representant l'aigua i li segueix Akilandeswari, una de les formes de la deessa Parvati. Les columnes del temple són 796 i incloent les 142 d'un edifici adjunt són 938. El temple està rodejat per un cinc recintes. Les inscripcions tenen molt poc valor històric i només són relats de regals fets al temple. El temple administrava el 1750 uns 64 pobles; el 1820 només eren 15; el 1851 va rebre una subvenció a canvi de les terres.